# Сузана Римска
Сузана Римска (280.-295.) је ранохришћанска мученица и светитељка из 3. века.
Рођена је 280. године. Одгајана у духу хришћанске вере и стекла је највише образовање у то време. Отац јој је био хришћански свештеник Гавиније, рођени брат папе Каја. Били су у сродству са царем Диоклецијаном, али их се он свих њих одрекао када је сазнао да су хришчани и наредио да се погубе. Кућа у којој је рођена и у којој је проркасније постала храм који носи њено име.
Диоклецијан је желео да је узме за жену своме сину Максимијану. Одбила је предложени брак, желећи да остане девица, по угледу на Дјеву Марију.
Конзул Македоније је на форуму тражио од ње да принесе жртву Јупитеру. Она је одбила, исповадајући своју хришћанску веру. Македоније о томе одмах обавестио Диоклецијана кој је наредио да јој одрубе главу. Њена храброст и непоколебљивост у вери утицали су на њену родбину – племиће, Клаудија, његова супруга Препедингу, синове Александра и Куфија, као и брата Клаудија Маxимуса, да се крсте и прихвате хришчанство. Сви су због тога били убијени. 
Њен отац Гавиније и његов брат римски епископ Гај, одмах након њене смрти, прихватили су мученичку смрт.
330. године у Сузаниној кући направљена је базилика у њену спомен и свих мученика страдалих са њом. У базилику су пребачене мошти свете Сузане и њеног оца Гавинија.
Православна црква је прославља 11. августа по јулијанском календару.